# Sing for You
Singles de EXO
Lightsaber
(2015) Unfair
(2015)
Sing for You (coréen : 싱포유 ; chinois : 爲你而唱) est un single du boys band sud-coréano-chinois EXO, sorti le 10 décembre 2015 en coréen et en mandarin, issu de leur mini-album du même nom.

## Contexte et sortie
Produit par Kenzie, "Sing for You" est décrit comme une ballade silencieuse et acoustique dans laquelle le garçon explique à quel point il est trop mal à l'aise de dire à sa petite amie comment il se sent, alors il choisit plutôt d'exprimer ses sentiments en chantant à la place. Une vidéo teaser a été mise en ligne le 8 novembre. Le single, ses clips-vidéos et le mini-album sont sortis en même temps le 10 décembre.

## Promotion
EXO a commencé à faire la promotion de "Sing for You" dans plusieurs émissions musicales sud-coréennes le 12 décembre 2015. Le groupe l'a par la suite intégré au programme de leur seconde tournée « EXO'luXion » ainsi que leur quatrième tournée « EℓyXiOn » dans une version jazz.

## Succès commercial
La chanson a pris la neuvième place sur le Gaon Digital Chart, la 84e sur le Billboard Japan Hot 100 et la troisième place sur le Billboard World Digital Songs.

## Classements

### Classements hebdomadaires
| Classements                 | Meilleure position |
| --------------------------- | ------------------ |
| South Korea (Gaon)          | 3                  |
| Chinese Singles (Billboard) | 4                  |

### Classement mensuel
| Classement                  | Meilleure position |
| --------------------------- | ------------------ |
| South Korean singles (Gaon) | 10                 |

## Ventes
| Pays               | Ventes  |
| ------------------ | ------- |
| South Korea (Gaon) | 710 424 |

## Programmes de classements musicaux
| Programme        | Date             |
| ---------------- | ---------------- |
| Music Bank (KBS) | 18 décembre 2015 |
| Music Bank (KBS) | 25 décembre 2015 |
| Music Bank (KBS) | 1er janvier 2016 |